# 마지막 거짓말
《마지막 거짓말》은 2001년 4월 20일에 MBC에서 방영한 베스트극장이다.

## 등장 인물

### 주요 인물
- 선우용녀 : 갈뫼댁 역

### 그 외 인물
- 이계인 : 웅이 아빠 역
- 최란 : 웅이네 역
- 정한헌 : 김봉삼 역
- 엄춘배 : 윤준석 역
- 김애경 : 이장댁 역
- 이인철
- 이재포 : 경찰 역
- 이지선
- 최대웅
- 김윤중
- 박주희
- 고민성